# Chi Huyền sâm
Huyền sâm là một chi thực vật có hoa trong họ Huyền sâm.